# Gran Premi d'Espanya de motociclisme de 1967
El Gran Premi d'Espanya de motociclisme de 1967 fou la primera cursa de la temporada 1967 de motociclisme. La cursa es disputà al Circuit de Montjuïc (Barcelona, Catalunya) el dia 30 d'abril de 1967.

## 250 cc
37 pilots sortits, 11 arribats.

### Arribats a la meta
| Pos. | Pilot            | Moto     | Temps         | Punts |
| ---- | ---------------- | -------- | ------------- | ----- |
| 1    | Phil Read        | Yamaha   | 1h 03' 35" 36 | 8     |
| 2    | Ralph Bryans     | Honda    | +21" 69       | 6     |
| 3    | José Medrano     | Bultaco  | +1 volta      | 4     |
| 4    | Ginger Molloy    | Bultaco  | +1 volta      | 3     |
| 5    | Tommy Robb       | Bultaco  | +1 volta      | 2     |
| 6    | Carles Giró      | OSSA     | +1 volta      | 1     |
| 7    | Dave Simmonds    | Kawasaki | +1 volta      |       |
| 8    | Daniel Lhéraud   | Yamaha   | +2 voltes     |       |
| 9    | Maurici Aschl    | Derbi    | +2 voltes     |       |
| 10   | Giuseppe Visenzi | Bultaco  | +3 voltes     |       |
| 11   | R. Olsen         | Bultaco  | +3 voltes     |       |

### Retirats
| Pilot                | Moto      | Motiu retirada |
| -------------------- | --------- | -------------- |
| Mike Hailwood        | Honda     | foratura       |
| Bill Ivy             | Yamaha    |                |
| Silvio Grassetti     | Benelli   |                |
| Renzo Pasolini       | Benelli   |                |
| Derek Woodman        | MZ        |                |
| Heinz Rosner         | MZ        |                |
| Ramiro Blanco        | Bultaco   |                |
| Santiago Herrero     | OSSA      |                |
| Luis Yglesias        | OSSA      |                |
| Josep Maria Busquets | Montesa   |                |
| Francesco Villa      | Montesa   |                |
| Walter Villa         | Montesa   |                |
| Ricard Fargas        | Mototrans |                |
| Bruno Spaggiari      | Mototrans |                |
| Salvador Cañellas    | Derbi     |                |
| Ian Burne            | Bultaco   |                |
| Jim Curry            | Honda     |                |
| Graham Dickson       | Ducati    |                |
| Chris Goosen         | Suzuki    |                |
| Jan Huberts          | Kawasaki  |                |
| Teuvo Länsivuori     | Husqvarna |                |
| Derek Lee            | Bultaco   |                |
| Jacques Roca         | Bultaco   |                |
| Horst Seidl          | Honda     |                |
| Barry Smith          | Suzuki    |                |
| John P. Williams     | Greeves   |                |
| Francisco Zurita     | Bultaco   |                |

## 125 cc
38 pilots sortits, 13 arribats.
| Pos. | Pilot            | Moto     | Temps      | Punts |
| ---- | ---------------- | -------- | ---------- | ----- |
| 1    | Bill Ivy         | Yamaha   | 52' 40" 22 | 8     |
| 2    | Phil Read        | Yamaha   | +24" 86    | 6     |
| 3    | Yoshimi Katayama | Suzuki   | +26" 00    | 4     |
| 4    | Stuart Graham    | Suzuki   | +1' 19" 46 | 3     |
| 5    | Francesco Villa  | Montesa  | +1 volta   | 2     |
| 6    | José Medrano     | Bultaco  | +1 volta   | 1     |
| 7    | Dave Simmonds    | Kawasaki | +1 volta   |       |
| 8    | Tommy Robb       | Bultaco  | +1 volta   |       |
| 9    | Jim Curry        | Honda    | +2 voltes  |       |
| 10   | Rex Avery        | EMC      | +2 voltes  |       |
| 11   | Horst Seidl      | Honda    | +3 voltes  |       |
| 12   | Herbert Denzler  | Honda    | +3 voltes  |       |
| 13   | Ian Burne        | Bultaco  | +3 voltes  |       |

| Pilot                | Moto       | Motiu retirada |
| -------------------- | ---------- | -------------- |
| Ramiro Blanco        | Bultaco    |                |
| Ginger Molloy        | Bultaco    |                |
| Josep Maria Busquets | Bultaco    |                |
| Jordi Sirera         | Bultaco    |                |
| Enric Sirera         | Bultaco    |                |
| Walter Villa         | Montesa    |                |
| Maurici Aschl        | Derbi      |                |
| Angel Nieto          | Derbi      |                |
| John P. Williams     | EMC        |                |
| Gastón Biscia        | Bultaco    |                |
| Luis A. Padrón       | Bultaco    |                |
| Daniel Crivello      | Bultaco    |                |
| Graham Dickson       | Bultaco    |                |
| Chris Goosen         | Montesa    |                |
| Benjamí Grau         | Montesa    |                |
| Jan Huberts          | Kawasaki   |                |
| Derek Lee            | Bultaco    |                |
| Daniel Lhéraud       | FB Mondial |                |
| Jean-Louis Pasquier  | Bultaco    |                |
| Jacques Roca         | Tohatsu    |                |
| Angel Sanjuán        | Bultaco    |                |
| Barry Smith          | Derbi      |                |
| Giuseppe Visenzi     | Ducati     |                |
| Francisco Zurita     | Bultaco    |                |
| Etienne Delamarre    | Bultaco    |                |

## 50 cc
18 pilots sortits, 11 arribats.
| Pos. | Pilot                | Moto        | Temps      | Punts |
| ---- | -------------------- | ----------- | ---------- | ----- |
| 1    | Hans-Georg Anscheidt | Suzuki      | 29' 34" 33 | 8     |
| 2    | Yoshimi Katayama     | Suzuki      | +18" 98    | 6     |
| 3    | Benjamí Grau         | Derbi       | +1 volta   | 4     |
| 4    | Joan Bordons         | Derbi       | +1 volta   | 3     |
| 5    | Daniel Crivello      | Derbi       | +1 volta   | 2     |
| 6    | Angel Nieto          | Derbi       | +1 volta   | 1     |
| 7    | Chris Goosen         | Bridgestone | +2 voltes  |       |
| 8    | Horst Seidl          | Honda       | +2 voltes  |       |
| 9    | Ian Burne            | Derbi       | +2 voltes  |       |
| 10   | Herbert Denzler      | Kreidler    | +2 voltes  |       |
| 11   | Jean-Louis Pasquier  | Derbi       | +2 voltes  |       |

| Pilot                | Moto     | Motiu retirada |
| -------------------- | -------- | -------------- |
| Josep Maria Busquets | Derbi    |                |
| Salvador Cañellas    | Derbi    |                |
| Barry Smith          | Derbi    |                |
| Etienne Delamarre    | Derbi    |                |
| Antonio A. Díaz      | Derbi    |                |
| Jan Huberts          | Kreidler |                |
| Jacques Roca         | Derbi    |                |

## Sidecar
12 equips sortits, 5 arribats.
| Pos. | Pilot             | Passatger       | Moto | Temps      | Punts |
| ---- | ----------------- | --------------- | ---- | ---------- | ----- |
| 1    | Georg Auerbacher  | Eduard Dein     | BMW  | 56' 00" 07 | 8     |
| 2    | Klaus Enders      | Ralf Engelhardt | BMW  | +19" 80    | 6     |
| 3    | Siegfried Schauzu | Horst Schneider | BMW  | +1' 14" 59 | 4     |
| 4    | Otto Kölle        | Rolf Schmid     | BMW  | +1' 58" 20 | 3     |
| 5    | Harald Wohlfahrt  | Heiner Vester   | BMW  | +1 volta   | 2     |

| Pilot                 | Passatger   | Moto  | Motiu retirada |
| --------------------- | ----------- | ----- | -------------- |
| Helmut Fath           | n.d.        | URS   |                |
| Hans-Peter Hubacher   | John Blum   | BMW   |                |
| Rudi Kurth            | n.d.        | CAT   |                |
| Heinz Luthringshauser | n.d.        | BMW   |                |
| Ray Pollard           | n.d.        | PRF 4 |                |
| Colin Seeley          | Ray Lindsay | BMW   |                |
| Walter Zbinden        | n.d.        | CAT   |                |